# موزه هنر استونی
موزه هنر استونی (استونیایی: Eesti Kunstimuuseum) مجموعه‌ای از پنج موزه در تالین، استونی است.
این موزه‌ها شامل کاخ کادریورگ، موزه کومو، موزه میکل، کلیسای سنت نیکولا و موزه آدامسون-اریک می‌شود. موزه هنر استونی در سال ۱۹۱۹ میلادی در کاخ کادریورگ تأسیس شده و در دهه‌های ۱۹۷۰ و ۱۹۸۰ گسترش پیدا کرده است.
- کاخ کادریورگ
- موزه میکل
- کلیسای سنت نیکولا، تالین
- موزه آدامسون-اریک